# 袖山リキ
袖山 リキ（そでやま リキ）は、日本の漫画家。可愛い絵柄ながらブラックかつシュールなネタが特徴的。『まんがタイム』（芳文社）等で執筆している。2007年度まんがタイム新人賞獲得時のペンネームは「liquid（リキッド）」だった。

## ふじいたかし説
作風が、かつてスクウェア・エニックス刊の『ドラゴンクエスト4コママンガ劇場』にて執筆していた「ふじいたかし」のものに酷似しているため、ネット上では、同一人物ではないかという説がある。

## 作品リスト
- プチタマ（まんがタイムファミリー、まんがタイム）
- SPさん（まんがタイムオリジナル）
- ちょうほうケイ!（まんがタイム）